# Бойцов Іван Павлович
Іва́н Па́влович Бойцо́в (нар. 29 липня 1896 — 6 вересня 1988) — радянський державний та партійний діяч, перший секретар Калінінського обласного комітету ВКП(б), після війни — перший секретар Ставропольського крайового комітету ВКП(б) — КПРС. Кандидат у члени ЦК ВКП(б) в 1939—1952 р. Член ЦК КПРС в 1952—1961 р. Депутат Верховної Ради СРСР 1-5-го скликань (у 1937—1962 роках).

## Життєпис
Народився в селі Чащово, Володимірської губернії, нині в Шуйському районі, Іванівської області СРСР у родині селян. Росіянин.
У листопаді 1911 — серпні 1915 р. — ткач Шуйсько-Єгор'ївської мануфактури Шуйського повіту. У серпні 1915 — грудні 1917 р. — рядовий 7-го кавалерійського запасного полку російської армії у місті Тамбові. У грудні 1917 — жовтні 1918 р. — помічник машиніста Ніколаєвської залізниці у Москві.
У жовтні 1918 — квітні 1919 р. — червоноармієць 15-го залізничного дивізіону в Могилеві. Учасник громадянської війни в Росії. Член РКП(б) з березня 1919 року.
У квітні — грудні 1919 р. — курсант військово-технічних курсів у Москві. У грудні 1919 — грудні 1921 р. — машиніст 15-го залізничного дивізіону на Східному фронті в Саратовській губернії. У грудні 1921 — червні 1922 р. — машиніст 15-го залізничного дивізіону в Карелії (під час придушення Карельського повстання).
У червні 1922 — травні 1925 р. — політичний керівник 15-го залізничного полку в місті Стрельна Петроградської губернії. У травні 1925 — серпні 1926 р. — секретар партійного комітету Фінляндської дільниці Октябрської залізниці в Ленінграді.
У серпні 1926 — червні 1927 р. — слухач курсів повітових партійних керівників при ЦК ВКП(б) у Москві.
У червні 1927 — липні 1928 р. — відповідальний секретар Парголовського районного комітету ВКП(б) Ленінградської області. У 1928 році закінчив заочно Комуністичний університет у Ленінграді, здобув спеціальність викладача політекономії.
У липні 1928 — вересні 1929 р. — інструктор Лодейнопольського окружного комітету ВКП(б) Ленінградської області. У вересні 1929 — червні 1930 р. — секретар партійного комітету ВКП(б) Ленінградського заводу імені Фрідріха Енгельса.
У червні 1930 — травні 1932 р. — слухач Ленінградського економічного відділення Інституту червоної професури. У травні 1932 — червні 1934 р. — викладач Військово-політичної академії РСЧА імені Толмачова. У червні 1934 — вересні 1937 р. — парторг ЦК ВКП(б) Монетного двору Наркомату фінансів СРСР у Ленінграді.
У вересні — листопаді 1937 р. — 1-й секретар Дновського районного комітету ВКП(б) Ленінградської області. У грудні 1937 — березні 1938 р. — 1-й секретар Псковського окружного комітету ВКП(б) Ленінградської області.
У березні — липні 1938 р. — виконувач обов'язки 1-го секретаря, у липні 1938 — грудні 1946 р. — 1-й секретар Калінінського обласного комітету ВКП(б). Під час німецько-радянської війни, з 17 жовтня 1941 року до липня 1944 року — член Військової Ради Калінінського та 1-го Прибалтійського фронтів.
У грудні 1946 — квітні 1956 р. — 1-й секретар Ставропольського крайового комітету ВКП(б)-КПРС. 
У травні 1956 — липні 1959 р. — заступник голови, у липні 1959 — травні 1961 р. — 1-й заступник голови Комітету Партійного Контролю при ЦК КПРС. У травні 1961 — січні 1963 р. — заступник голови Комісії радянського контролю Ради Міністрів СРСР.
З січня 1963 року — на пенсії у Москві.
Помер в Москві. Похований на Новокунцевському цвинтарі.

## Нагороди
- три ордени Леніна (в тому числі 14.09.1956)
- орден Жовтневої Революції
- орден Вітчизняної війни 1 ступеня
- орден Вітчизняної війни 2 ступеня (11.03.1985)
- орден Дружби народів (28.07.1986)
- орден Червоної Зірки
- медалі